# ケビン・マイケル・リチャードソン
ケビン・マイケル・リチャードソン（Kevin Michael Richardson、1964年10月25日 - ）は、アメリカ合衆国の男性声優、俳優。ニューヨーク・ブロンクス区出身。別名はケビン・M・リチャードソン(Kevin M Richardson)、ケビン・リチャードソン(Kevin Richardson)。妻は歌手のモニカ・リチャードソン。

## 概要
シラキューズ大学卒業。1992年にAT&TのCMで俳優デビューし、1993年から声優の活動を開始する。
思い入れのある役として、パトリック（『ER緊急救命室』）、ガントゥ（『リロ・アンド・スティッチ』シリーズ）、バーニー・ラブル（『原始家族フリントストーンのレッツ・ロカプルコ』）、ジョーカー（『ザ・バットマン』）などを挙げている。

### 受賞・ノミネート
- 2005年デイタイム・エミー賞アニメ番組部門パフォーマンス賞候補『ザ・バットマン』（ジョーカー役）[5]
- 2008年デイタイム・エミー賞アニメ番組部門パフォーマンス賞候補『ザ・バットマン』（ジョーカー役）[5]
- 2013年アニー賞声優賞テレビアニメ部門候補『Randy Cunningham: 9th Grade Ninja』（ウィレム・ビクトリー役）[5]

## 出演作品

### テレビアニメ
1996年
- スーパーマン（警察官）
- ヘイ・アーノルド!（男）

1997年
- スーパーマン（アル）
- メン・イン・ブラック・ザ・シリーズ

1998年
- バットマン（ミュータントのリーダー）
- パワーパフガールズ（ブギーマン）
- ヘラクレス（ヘーパイストス、ケイロン）
- ボルトロン・3D（ハンク、キング・ザーコン、ナレーター）

1999年
- バットマン・ザ・フューチャー（パイロット）
- ファミリー・ガイ

2000年
- ファミリー・ガイ（トム、アレックス）

2001年
- インベーダー・ジム（モンスター）
- 原始家族フリントストーンのレッツ・ロカプルコ（バーニー・ラブル）
- サムライジャック（ウィル、エイリアン1、アナウンサー）
- ジャスティス・リーグ（ウェルズ将軍）
- ファミリー・ガイ（ビル）
- ポケットモンスター（アバン・ナレーション）

2002年
- KND ハチャメチャ大作戦（アイスクリーム・マン）
- サムライジャック（ウルトラ・ロボット、ロボット、巨人、村人）
- ハウス・オブ・マウス（プリンス・ジョン）
- パワーパフガールズ（アナウンサー）

2003年
- KND ハチャメチャ大作戦（チーズ忍者、チーズ将軍）
- サムライジャック（ジョー）
- スパイダーマン 新アニメシリーズ（警備員）
- ティーン・タイタンズ（マンモス）
- リロ&スティッチ・ザ・シリーズ（ガントゥ）

2004年
- ザ・バットマン（ジョーカー）
- ショーリン・ショーダウン（パンダブーバ）
- スーパー・ロボット・モンキー・チーム・ハイパーフォース GO!（アンタウリ）
- スター・ウォーズ クローン大戦（ククラーク、ジェダイ）
- ダニー・ファントム（ドラゴン・ゴースト）
- Megas XLR（ゴロフット司令官）

2005年
- アメリカン・ダッド（ルイス校長、TVアナウンサー）
- ザ・バットマン（アナウンサー）
- ダニー・ファントム（スカルカー）
- ティーン・タイタンズ（シーモア、トライゴン〈2代目〉）
- フォスターズ・ホーム（アンクル・ポケッツ）
- ルーナティクス・アンリーシュド（スラム・タズマニアン、テック・E・コヨーテ）

2006年
- KND ハチャメチャ大作戦（ドクター・リンカーン）

2007年
- ザ・バットマン（ジョーカー2.0）
- チャウダー（シュニッツェル〈初代〉）

2008年
- ウルヴァリン・アンド・ジ・X-メン（シャドウキング、ビショップ）
- ザ・ペンギンズ from マダガスカル（モーリス）
- スペクタキュラー・スパイダーマン（ロニー・トンプソン・リンカーン / トゥームストーン〈2代目〉、デイヴィス校長、スミスコーチ）
- チャウダー（アナウンサー）
- トランスフォーマー アニメイテッド（オメガ・スプリーム〈初代〉）
- バットマン:ブレイブ&ボールド（ブラック・マンタ）
- ベン10 エイリアンフォース（ハイブリード司令官、永遠の騎士団2、DNAリアン、テレビのナレーション）

2009年
- ザ・シンプソンズ（警備員）
- スペクタキュラー・スパイダーマン（船長）
- バットマン:ブレイブ&ボールド（ステッペンウルフ将軍）

2010年
- スター・ウォーズ/クローン・ウォーズ（ジャバ・ザ・ハット）
- 超ロボット生命体 トランスフォーマー プライム（バルクヘッド、メイクシフト、ヴィーコン）

2011年
- 超ロボット生命体 トランスフォーマー プライム（アナウンサー）

2012年
- New Teen Titans（バットマン）
- Randy Cunningham: 9th Grade Ninja（ウィレム・ビクトリー）

2016年
- LEGO スター・ウォーズ/フリーメーカーの冒険（ジャバ・ザ・ハット）

2017年
- The Jellies!（レジー）

2021年
- ザ・シンプソンズ（ジュリアス・ヒバート〈2代目〉、ロイ・スナイダー〈2代目〉）

### 劇場アニメ
2001年
- リセス ぼくらの夏休みを守れ!（警察官2）

2002年
- リロ・アンド・スティッチ（ガントゥ）
- パワーパフガールズ・ザ・ムービー（オジョ・タンゴ）

2005年
- 紅の豚（空賊連合ボス）
- 平成狸合戦ぽんぽこ（文太）

2007年
- ゲド戦記

2008年
- スター・ウォーズ/クローン・ウォーズ（ジャバ・ザ・ハット）

2023年
- ザ・スーパーマリオブラザーズ・ムービー（カメック[6]）

### OVA
2003年
- アニマトリックス（サディアス）

2005年
- ザ・バットマンVSドラキュラ（ジョーカー）
- The Happy Elf（デレク、男2 他）

2006年
- クイア・ダック ザ・ムービー（オープンリー・ゲイター）

2007年
- ドクター・ストレンジ: 魔法大戦（モルド男爵）

2008年
- バットマン ゴッサムナイト（ルシアス・ フォックス）
- リトル・マーメイドIII はじまりの物語（チークス）

### ゲーム
2001年
- クラッシュ・バンディクー4 さくれつ!魔神パワー（クランチ・バンディクー）

2002年
- キングダム ハーツ（セバスチャン）
- スーパーマン アポコリプスの影（ダークサイド）
- ラチェット&クランク（ビッグ・バッド・ボス）

2003年
- クラッシュ・バンディクー 爆走!ニトロカート（クランチ・バンディクー）
- ビューティフル ジョー（ハルク・ダビットソン）

2005年
- ティーン・タイタンズ（マンモス、トライゴン）

2006年
- キングダム ハーツII（セバスチャン）
- The Legend of Spyro: A New Beginning（テラドール、コンダクター）

2007年
- The Legend of Spyro: The Eternal Night（テラドール、スニフ、ガウル）

2008年
- The Legend of Spyro: Dawn of the Dragon（テラドール、ハーミット、チーフ・プロブルス）

2010年
- キングダム ハーツ バース バイ スリープ（ガントゥ）

2011年
- スカイランダース スパイロズ・アドベンチャー（スタンプ・スマッシュ）

2012年
- スカイランダース・ジャイアンツ（スタンプ・スマッシュ、ツリー・レックス）

2017年
- マーベル VS. カプコン:インフィニット（グルート）

### テレビドラマ
1994年
- ER緊急救命室（パトリック）

2006年
- マルコム in the Middle（ボブ・ホープの声）

### 映画
1996年
- バウンド（警官2）
- モータル・コンバット（ゴローの声）

2003年
- マトリックス レボリューションズ（デウス・エクス・マキナの声）

2006年
- エラゴン遺志を継ぐ者（その他の声）

2009年
- トランスフォーマー: リベンジ（ランページの声、プライム2の声）

2013年
- スター・トレック イントゥ・ダークネス（その他の声）

### ビデオ映画
2004年
- コミックブック・ザ・ムービー（アイス・トレイ）

### 吹き替え
1994年
- 僕は、パリに恋をする（ボナベンチャー）